# Daryl Davis

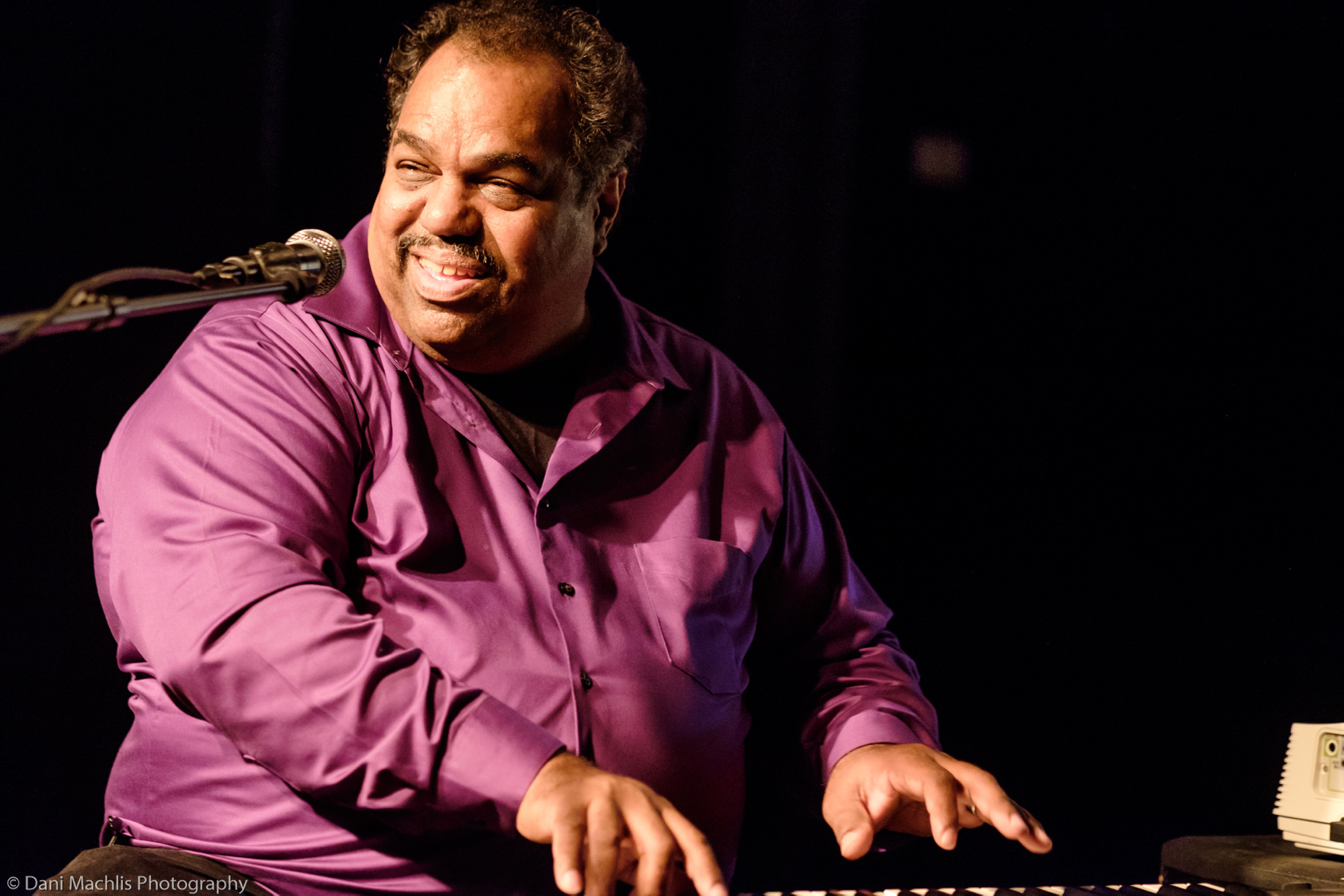
Daryl Davis uppträder i november 2017

Daryl Davis, född 26 mars 1958, är en amerikansk R&B- och bluesmusiker och aktivist. Hans arbete för att bekämpa rasism genom att möta medlemmar i Ku Klux Klan har övertygat många medlemmar att lämna, och ta avstånd från, klanen.
Som musiker är Davis känd för sin energiska stil att spela boogie-woogie.
Davis, hans arbete mot rasism, och hans musik filmades i dokumentären Accidental Courtesy: Daryl Davis, Race & America 2016. Davis sade 2018 att "Det jag har kommit fram till är det bästa och mest effektiva och framgångsrika vapnet som vi kan använda, som mänskligheten känner till, för att bekämpa motståndare som okunskap, rasism, hat, och våld, är också det billigaste vapnet, och det som minst används av amerikaner. Det vapnet heter kommunikation."

## Uppväxt
Davis föddes i Chicago, Illinois. Davis far William B. Davis arbetade för USA:s utrikesdepartement och familjen flyttade runt i världen under Davis barndom. Familjen bodde bland annat i Afrika och Davis vande sig vid de avslappnat integrerade skolorna för barn till utländska diplomater, där barn från olika länder, av olika raser och kulturer, undervisades tillsammans.
Vid tio års ålder återvände familjen till USA och Davis gick med i vad som då var en helvit skouttrupp (Cub Scout pack) i Belmont, Massachusetts. Under en parad med sin trupp, där Davis bar flaggan, blev han träffad av stenar och flaskor som åskådare hade kastat, vilket fick truppledarna att forma en skyddande ring kring honom. Davis förstod inte vad som hade hänt tills han pratade om det med sin far, som då för första gången förklarade rasism. Det irrationella i händelsen väckte Davis nyfikenhet kring rasismens ursprung och orsaken till rasistiska attityder, vilket skulle forma mycket av hans framtida arbete.

## Musikkarriär
1980 tog Davis examen från Howard University med en bachelor of music. Han var där med i Howard University Choir och Jazz Vocal Ensemble. Davis var adept till pianisten Pinetop Perkins och Johnnie Johnson.
Davis har vid ett flertal tillfällen spelat med Chuck Berry och Jerry Lee Lewis, och har spelat med The Legendary Blues Band, B. B. King, Elvis Presley's Jordanaires, The Platters, The Drifters, The Coasters, Bo Diddley, Percy Sledge, och Sam Moore.
Davis fick utmärkelsen "Best Traditional Blues/R&B Instrumentalist" vid Washington Area Music Awards 2009. Davis var konstnärlig ledare vid konstorganisationen Centrums Port Townsend Acoustic Blues Festival.

### Diskografi
- American Roots (2000)
- Alternate Routes (2008)
- Greatest Hits (2011)

## Aktivism

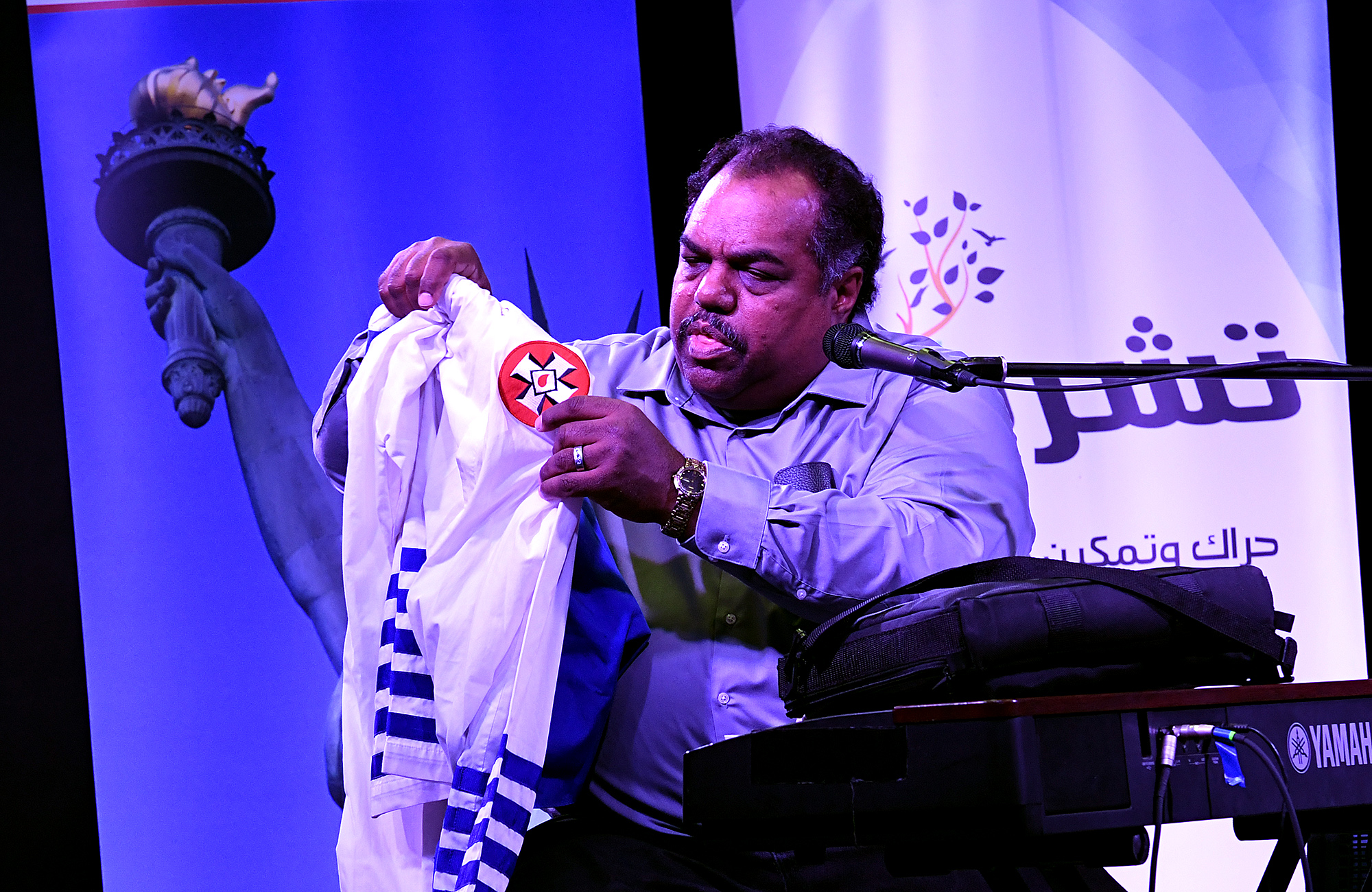
Davis håller upp en Ku Klux Klan-dräkt i november 2017

Davis har arbetat för att förbättra rasrelationer genom att söka upp, prata med, och bli vän med medlemmar i Ku Klux Klan.
1983 spelade han country western i en "vit bar" i Frederick, Maryland när en av besökarna kom fram till honom och sade att det var första gången han hade hört en svart man spela lika bra som Jerry Lee Lewis. Davis förklarade att "Jerry Lee lärde sig spela av svarta pianister som spelade blues och boogie-woogie, och han var min vän." Den vita besökaren var skeptisk och över en drink medgav han till Davis att han var medlem i Ku Klux Klan. De två blev vänner och mannen gav Davis senare kontaktinformation till ledare för klanen.
Några år senare bestämde sig Davis för att intervjua klanmedlemmar och skriva en bok i ämnet för att besvara en fråga han haft sedan 10 års ålder: "Hur kan du hata mig när du inte vet något om mig?"
Inför mötet med ledaren för klanen i Maryland, Roger Kelly, som var en Imperial Wizard, dolde Davis att han var svart. Han bad sin sekreterare boka mötet men inte säga att Davis var svart. "Säg inte till Roger Kelly att jag är svart. Säg bara att jag skriver en bok om klanen". Enligt Davis visste han hur klanmedlemmar tänkte och att de inte skulle tro att en vit kvinna kunde arbeta för en svart man.
Kelly kom till motellet med en livvakt beväpnad med pistol och mötet var spänt. Davis blev senare vän med Kelly och blev tillfrågad att bli Kellys dotters  gudfar. När Kelly lämnade klanen gav han sin dräkt till Davis.
Davis blev senare vän med över tjugo medlemmar i klanen, och säger sig vara direkt orsak till att mellan förtio och sextio, och indirekt över två hundra, människor har lämnat klanen. Genom sitt arbete har Davis kunnat konstatera att klanmedlemmar har många missuppfattningar om svarta människor, och att dessa ofta är en orsak av intensiv hjärntvätt i deras ungdom. Enligt Davis är det svårare att upräthålla sin fördomar när de lär känna honom. Davis har skrivit om sina erfarenheter i sin bok Klan-destine Relationships: A Black Man's Odyssey in the Ku Klux Klan (1998).
Klanmedlemmar har flera gånger bjudit in Davis till möten och de har givit honom sina dräkter och huvor. 2016 bedömde Davis att han samlat 25 eller 26 dräkter.:1h18m Bland de klanmedlemmar som han har intervjuat hör Grand Klaliff Chester Doles, Grand Giant Tony LaRicci, and Grand Giant Bob White. En klanmedlem gav Davis en medalj med orden "KKK—Member in good standing".
Enligt Davis var han ansvarig för att hjälpa till att montera ned klanen i Maryland, eftersom allt "föll isär" när han upprättade kontakter med deras medlemmar. Sedan dess har klanen återuppstått i Maryland under ledning av Richard Preston, som arresterades för att avfyra sitt vapen under motprotesterna Unite the Right rally  2017. Davis erbjöd sig att betala Prestons borgen. Davis tog med Preston till National Museum of African American History. Kort därefter blev Davis tillfrågad av Preston att överlämna bruden vid Prestons bröllop.
En klanmedlem, Chester Doles, var övertygad att Davis var spion för Anti-Defamation League eller någon annan organisation som motarbetade klanen, och många av Davis vänner tycker att hans fascination för klanen är udda.
Davis far William B. Davis trodde att han son mötte klanen för att förstå deras hat och för att söka samförstånd. Han sade till The Washington Post att hans son "har gjort något som jag inte vet någon annan svart amerikan, eller vit amerikan, har gjort."
Davis har hållit flera föreläsningar och berättat om sitt arbrete: TEDxNaperville, TEDxCapeMay, TEDxCharlottesville, TEDxBigSky, "Klan We Talk" vid Google. Davis var gäst i podcasten The Joe Rogan Experience. I juni 2020 intervjuades Davis av Navid Modiri i den svenska podcasten Hur kan vi?. Där berättade där om sin uppväxt och sitt arbete för att motverka rasism.

### DokumentärenAccidental Courtesy
I documentärfilmen Accidental Courtesy: Daryl Davis, Race & America (2016), träffar Davis bland annat medlemmar i Ku Klux Klan och visar hur hans aktivism skiljer sig från den aktivism som Southern Poverty Law Center och Black Lives Matter bedriver.

### Minds social network
Daryl Davis är rådgivare till det decentraliserade sociala nätverket Minds. Han använder plattformen för att utbilda människor i hur man genomför civilicerade samtal för att hitta gemensamma ståndpunkter och bygga tolerans.
I en intervju med Forbes, sade Davis "... här [på Minds] har vi ett öppet forum där människor är välkomna med sina olika idéer, även trosuppfattningar, som andra inte gillar, och ha ett civilicerat samtal... konsten att konversera med varandra har gått förlorad... Det här forumet ger människor möjlighet att vara transparenta, att ha konversationer olika vissa andra plattformar på Internet"
Enligt Davis är utbildning det bästa botemedlet för att motverka hat: "Om du åtgärdar okunskapen finns det inget att frukta. Om det inte finns något att frukta finns det inget att hata. Om det inte finns något att hata finns det inget och ingen att förgöra."
I november 2019 startade Minds och Davis Deradicalization Initiative för att motverka extremism på Internet. Utöver workshops, träffar, och andra event, erbjuder initiativet utbildningsresurser och idéer som verkar för tolerans.

### Changing Mindspodcast
Som en del av Deradicalization Initiative, drev Davis podcasten Changing Minds. Podden täckte ett bredd spektrum av ämnen som including politik, musik, och ras. Bland gästerna finns:
- Scott Shepherd, tidigare Ku Klux Klan-ledare (Imperial Wizard).
- Jesse Morton, som tidigare rekryterade anhängare till Al-Qaeda
- David Kaczynski, bror till "Unabombaren" Ted Kaczynski
- Charles Berry Jr., Chuck Berrys son.
- Bob Margolin, Blues-gitarrist
- Deeyah Khan, documentärfilmare och människorättsaktivist
- Brian Karem, journalist och författare

## Skådespeleri
Som skådespelare har Davis framträtt på scen, film och TV. Han spelade en mindre karaktär i HBO:s TV-serie The Wire, och har medverkat på scen i William Saroyans The Time of Your Life och Elvis Mania i en off-Broadway-teater. Han fick goda recensioner för sin roll i Zora Neale Hurstons Polk County.

## Fotnoter